# Amaurobius phaeacus
Espèce
Amaurobius phaeacus est une espèce d'araignées aranéomorphes de la famille des Amaurobiidae.

## Distribution
Cette espèce se rencontre en Grèce à Corfou, en Macédoine du Nord, au Kosovo et en Albanie,.

## Description
Le mâle holotype mesure 9,1 mm et les femelles de 9,1 à 9,5 mm.

## Publication originale
- Thaler & Knoflach, 1998 : « Two new species and new records of the genus Amaurobius (Araneae, Amaurobiidae) from Greece. » Proceedings of the 17th European Colloquium of Arachnology, Edinburgh 1997, p. 107-114 (texte intégral).